# (32207) Mairepercy
(32207) Mairepercy est un astéroïde de la ceinture principale.

## Description
(32207) Mairepercy est un astéroïde de la ceinture principale. Il fut découvert le 28 juillet 2000 à Anza (Californie) par Michael Collins et Marissa Gahran. Il présente une orbite caractérisée par un demi-grand axe de 2,70 UA, une excentricité de 0,05 et une inclinaison de 2,1° par rapport à l'écliptique.

## Compléments